# Mõisaküla (Kiili)
Pour les articles homonymes, voir Mõisaküla.
Mõisaküla est un village de la commune de Kiili du comté de Harju en Estonie.
Au 31 décembre 2011, elle compte 191 habitants.